# قهرآباد سفلی
قهرآباد سفلی روستایی از توابع بخش مرکزی در شهرستان سقز است که در استان کردستان ایران قرار دارد. این روستا در ۲۲ کیلومتری شهر سقز و ۱۵ کیلومتری شهر بوکان واقع شده‌است. به دلیل داشتن زمین حاصلخیز مردم روستا بیشتر به کشاورزی مشغول هستند و یکی از قطب‌های کشاورزی شهرستان سقز است. دین مردم ۱۰۰٪ مسلمان و اهل سنت هستند.

## جمعیت
این روستا در دهستان ترجان واقع شده و براساس سرشماری سال ۱۳۸۵، جمعیت آن ۵۰۶ نفر (۹۵ خانوار) بوده‌است.